# Ли (частица)
Ли (также сокращение ль) — частица в русском языке.  Характеризуется как вопросительная частица (обычно употребляется в вопросе после слова, на которое приходится логическое ударение: «Имеете ли вы ко мне какую-нибудь претензию?»), а также союз-частица. «Ли» также входит как элемент в многословные вопросительные частицы, например, «не так ли», «не правда ли», которые типично рассматриваются отдельно.
Частица часто несёт в себе эмоциональную окраску, обычно сомнение, неуверенность, догадку. Вопросительные предложения с частицей ли потому занимают промежуточное положение между вопросом и выражением эмоции. Употребляется также для смягчения категоричности.

## Этимология
Фасмер указывает на древнерусское ли (сокращение до «ль» относится к XIV веку). Он предполагает праславянскую частицу lei, указывая на лит. nùli и латыш. nulei, «теперь, сейчас».

## В других языках
Фасмер указывает на частицы;
- ли в украинском языке (Т. А. Слухай эквивалентом русской частицы ли считает украинскую «чи», которая помещается в начале вопросительного предложения: «Чи хоче Дана фрукти?»[7]);
- лi в белорусском;
- ли в старославянском;
- ли в сербском;
- li в чешском, словенском, польском, верхне- и нижнелужицком языках.

Болгарский язык содержит частицу ли, аналогичную по функции русской, указывающую на интерес, любопытство спрашивающего относительно истинности. В венгерском языке роль русской ли выполняет частица -e. В хакасском языке соответствующими частицами являются па/пе, ма/ме, ба/бе.